# Reinsdorf (Helmstedt)
Reinsdorf ist ein Ortsteil der Kreisstadt Helmstedt in Niedersachsen.

## Geographie

### Lage
Reinsdorf liegt im Osten von Niedersachsen, rund einen Kilometer von der Landesgrenze zu Sachsen-Anhalt entfernt. Das Dorf gehört zum Ostbraunschweigischen Hügelland und liegt am Ostrand des Helmstedter Braunkohlereviers. Wenige hundert Meter südöstlich von Reinsdorf befanden sich die von 1922 bis 1935 betriebenen Tagebaue Anna Nord und Anna Süd, die inzwischen stillgelegt und geflutet sind. Nördlich von Reinsdorf bestand von 1909 bis 1989 der Tagebau Wulfersdorf.

### Ortsgliederung
Zu Reinsdorf gehört der Wohnplatz Hohnsleben.

## Geschichte

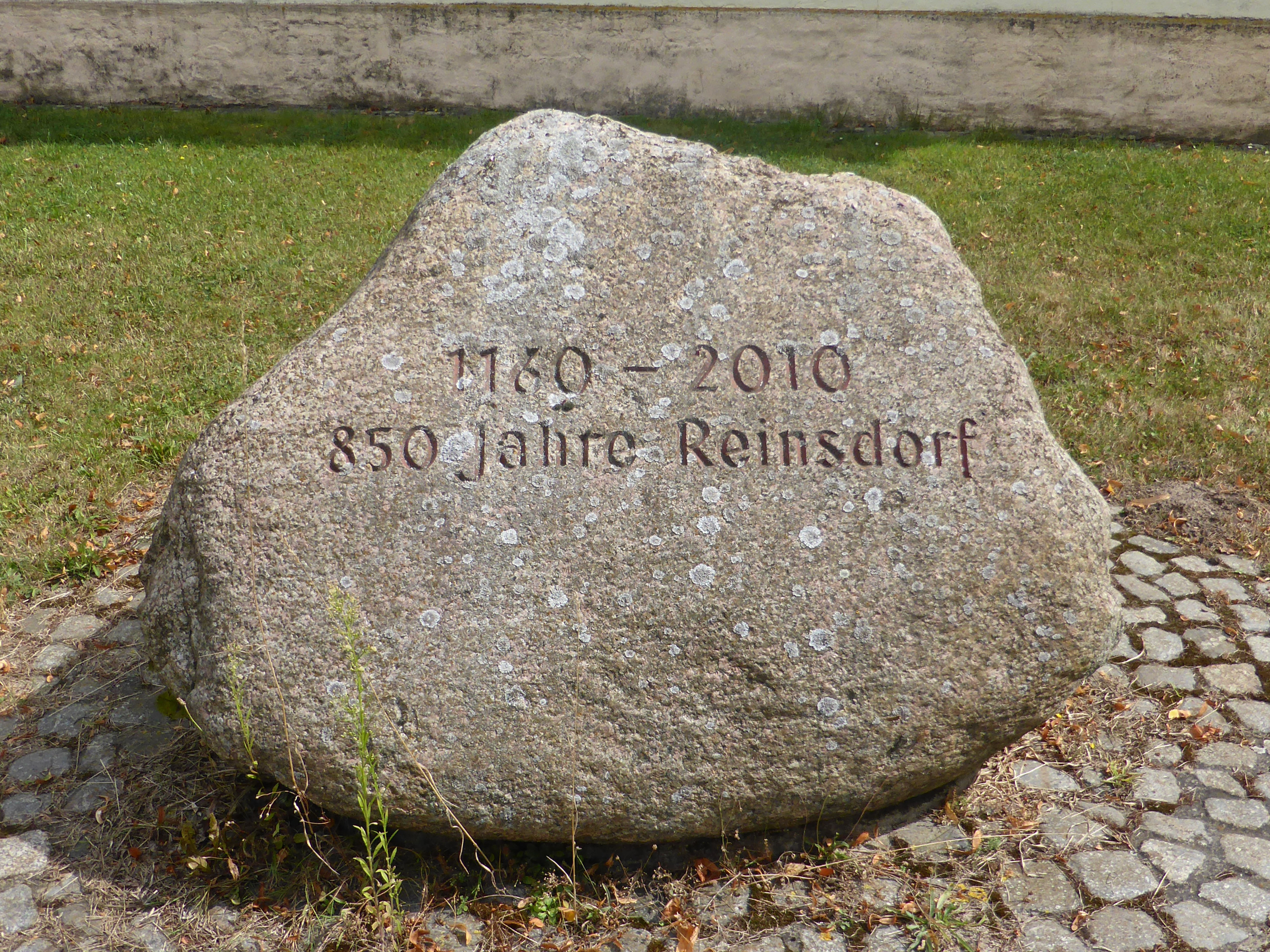
Gedenkstein an das 850-jährige Ortsjubiläum

Aus dem Jahre 1160 ist die erste bekannte Erwähnung von Reinsdorf als Reinoldesthorpa, damals besaß das Kloster St. Ludgeri in Helmstedt dort Ländereien.
Von 1807 bis 1813, in der Franzosenzeit, gehörte Reinsdorf zum Kanton Schöningen im Distrikt Helmstedt, im Departement der Oker des Königreiches Westphalen. Am 1. Januar 1833 wurde der (Land)kreis Helmstedt gegründet, dem Reinsdorf bis heute angehört. Von der zweiten Hälfte des 19. Jahrhunderts an entwickelte sich Reinsdorf von einem Bauerndorf zu einer Bergarbeiterwohngemeinde. 1881 erfolgte die Anpflanzung von Linden zur Erinnerung an das 50-jährige Regierungsjubiläum von Herzog Wilhelm von Braunschweig.
Mitte April 1945 wurde Reinsdorf von US-amerikanischen Truppen eingenommen, die in der Reinsdorfer BKB-Villa (heute Lebenszentrum Reinsdorf) ihre Kommandantur eingerichtet haben.
Infolge der Flucht und Vertreibung Deutscher aus Mittel- und Osteuropa von 1945–1950 hatte sich die Einwohnerzahl von Reinsdorf von 260 (1939) auf 559 (1950) vergrößert, davon waren 1950 166 Heimatvertriebene. In den 1950er Jahren errichteten die Braunschweigischen Kohlen-Bergwerke in Reinsdorf 27 Werkswohnungen. 1967 wurde am Südrand von Reinsdorf eine Fabrik errichtet, die Ersatzarbeitsplätze für das geschlossene Schwelwerk im benachbarten Offleben bot.
Am 1. März 1974 wurde Reinsdorf zusammen mit den Gemeinden Neu-Büddenstedt und Offleben in die neue Gemeinde Büddenstedt eingegliedert. Im Zuge dessen bekamen die Straßen in Reinsdorf erstmals Namen: Alte Dorfstraße, Amselweg, Fasanenweg, Finkenweg und Schwalbenweg. 1974 erfolgte auch die Gründung des Ortsvereins der Arbeiterwohlfahrt Reinsdorf/Hohnsleben.
1989 erfolgte die Eröffnung des Heimatmuseums, von 1999 bis 2001 wurde südöstlich von Reinsdorf eine neue Kläranlage erbaut. Seit dem 1. Juli 2017 gehört Reinsdorf als Ortsteil zur Stadt Helmstedt.

### Eingemeindungen
Am 1. April 1942 wurde die Gemeinde Hohnsleben nach Reinsdorf eingemeindet.

### Einwohnerentwicklung
| Jahr      | 1821 | 1849 | 1871 | 1905 | 1925 | 1933 | 1937 | 1939 | 1950 | 1956 | 1961 | 1970 | 1973 |
| --------- | ---- | ---- | ---- | ---- | ---- | ---- | ---- | ---- | ---- | ---- | ---- | ---- | ---- |
| Einwohner | 105  | 101  | 117  | 254  | 235  | 222  | 210  | 260  | 559  | 602  | 526  | 450  | 410  |

## Religion

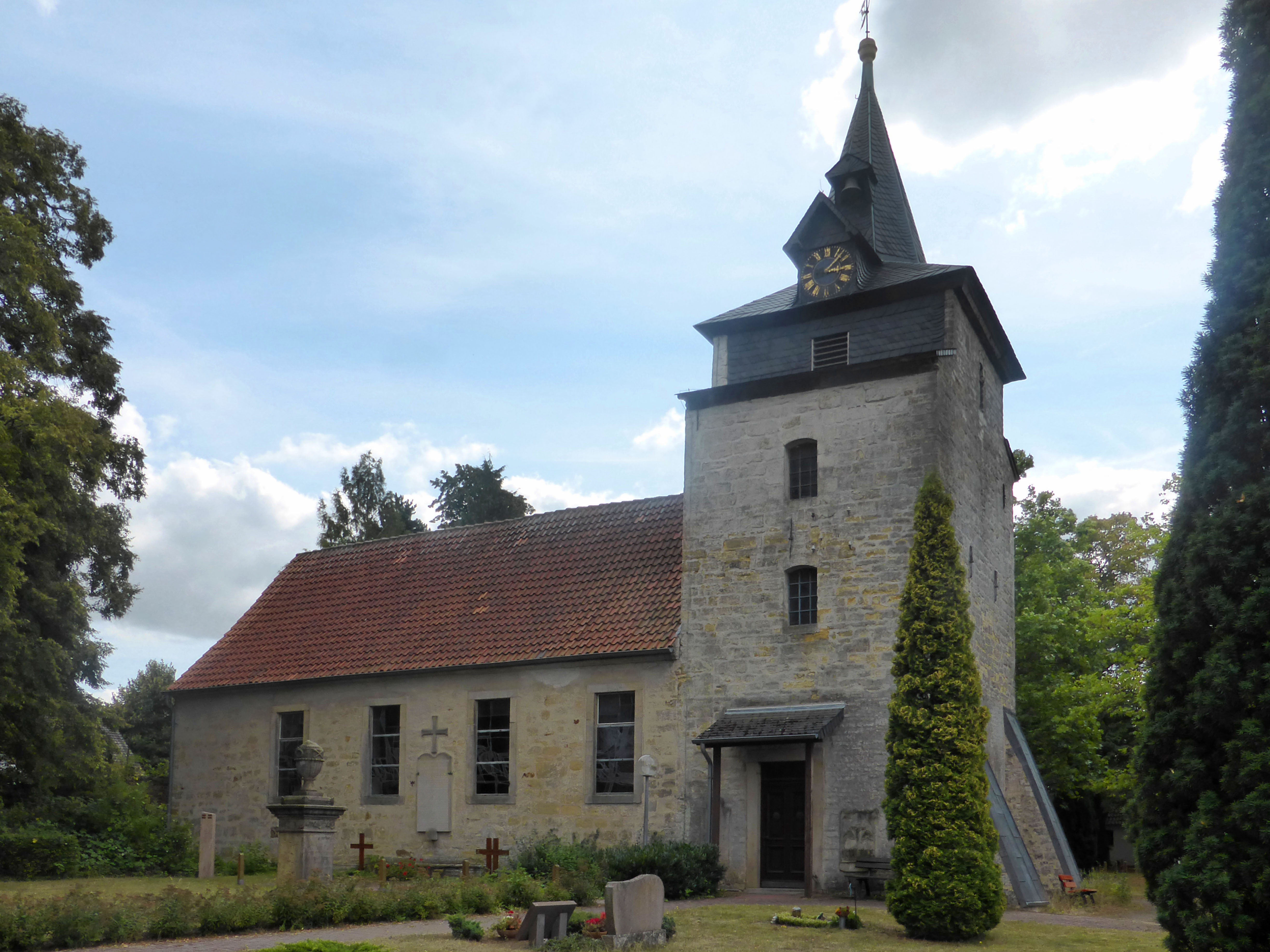
Kirche

In Reinsdorf besteht die evangelisch-lutherische Kirchengemeinde Reinsdorf-Hohnsleben, die über eine Kirche in Reinsdorf verfügt. Sie gehört zur Kirchengemeinde Büddenstedt in der Propstei Helmstedt der Evangelisch-lutherischen Landeskirche in Braunschweig.
Katholische Einwohner gehören zur Pfarrei Maria Hilfe der Christen mit Sitz in Schöningen.
Das kleine Kloster St. Walburgis bestand seit 2001, es wurde von der kontemplativ lebenden Gemeinschaft St. Walburgis (Zisterzienser) bewohnt und bot von 2003 bis 2009 auch einen Klosterladen (Alte Dorfstraße 11).

## Kultur und Sehenswürdigkeiten

### Museum

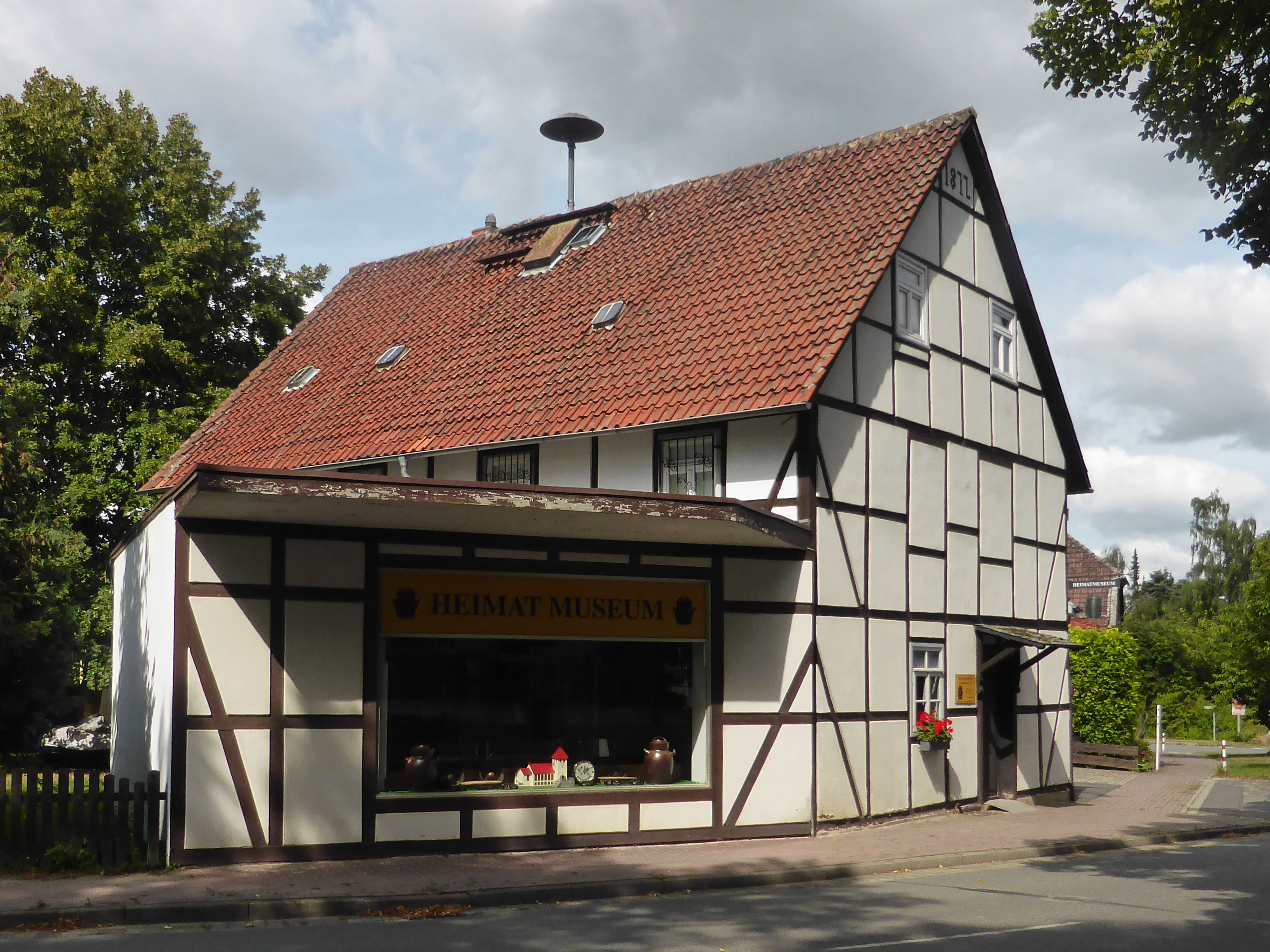
Heimatmuseum

Das Heimatmuseum Büddenstedt befindet sich in den Räumen der ehemaligen Bäckerei. 1983 begann die Gemeinde Büddenstedt, Exponate für ein noch zu gründendes Museum zu sammeln. 1986 erfolgte die Gründung des Förderkreises Heimatmuseum Büddenstedt e. V. der das Museum verantwortet. Am 8. Juli 1989 wurde das Heimatmuseum eröffnet, und bereits 1992 und 1994 erweitert. Das Museum stellt die Ortsgeschichte der ehemaligen Gemeinde Büddenstedt mit seinen Ortsteilen Hohnsleben, Neu Büddenstedt, Offleben und Reinsdorf dar, sowie die dem Braunkohletagebau zum Opfer gefallenen Dörfer Alversdorf, Büddenstedt, Runstedt und Wulfersdorf. Im Museum sind auch die ehemalige Backstube und Teile des Gemischtwarenladens von Reinsdorf zu sehen. Weitere Ausstellungsstücke zeigen das Alltagsleben in Reinsdorf aus der Zeit vor etwa 1950. Ferner stellt das Museum Geschirr aus der Zeit vor 1945 aus Sommersdorf und Sommerschenburg aus.

### Bauwerke

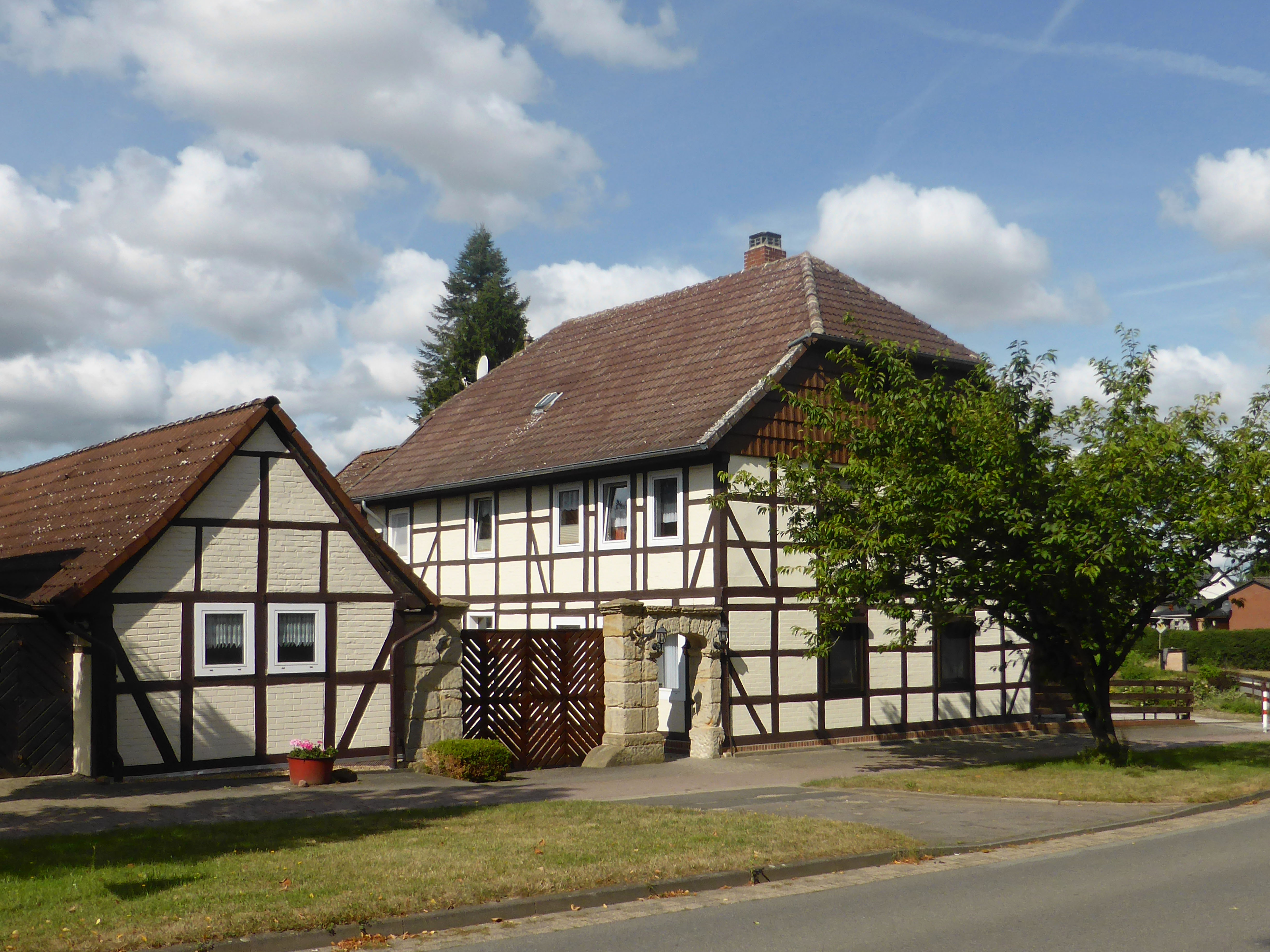
Ehemaliger Gasthof

Die Kirche mit ihrem massiven Wehrturm stammt aus der Zeit vor 1500. Ihre Fenster aus dem Jahre 1975 sind ein Werk des Künstlers Erhardt Klonk aus Marburg. Außen an der Kirche ist das Kriegerdenkmal für die Opfer der beiden Weltkriege angebracht, um die Kirche herum befindet sich der Friedhof für Reinsdorf und Hohnsleben mit der 1954 erbauten Friedhofskapelle.
Ein Gedenkstein am Schwalbenweg erinnert an das 850-jährige Ortsjubiläum Reinsdorfs, das im Jahre 2010 gefeiert wurde.
Außer der Kirche stehen an der Alten Dorfstraße auch mehrere sehenswerte Fachwerkhäuser, darunter die ehemalige Bäckerei und der ehemalige Gasthof, ferner am Schwalbenweg eine Villa, die heute vom Lebenszentrum Reinsdorf genutzt wird.
Neben der Kirche und dem Friedhof, der ehemaligen Bäckerei von 1872 und dem ehemaligen Gasthof aus dem frühen 19. Jahrhundert stehen auch drei weitere Hofanlagen aus dem 19. Jahrhundert teilweise unter Denkmalschutz.

### Grünflächen und Naherholung

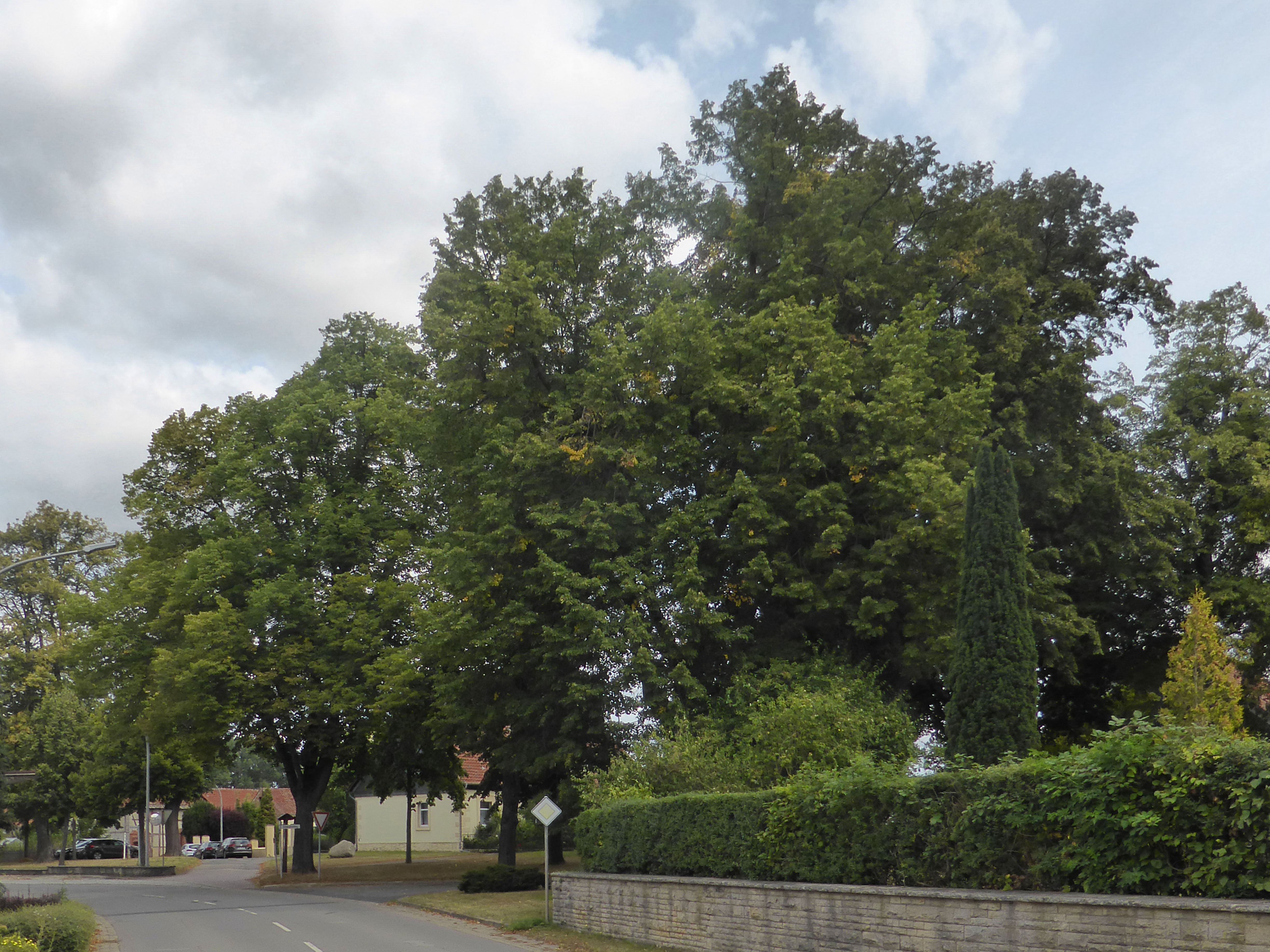
Linden in der Ortsmitte

In der Ortsmitte stehen einige Linden, die 1881 zur Erinnerung an das 50-jährige Regierungsjubiläum von Herzog Wilhelm von Braunschweig gepflanzt wurden. An der Straße nach Offleben befindet sich der 1952 gegründete Kleingartenverein Gartenfreunde Reinsdorf e. V. Gelegenheit zur Naherholung bietet auch der rekultivierte Tagebau Wulfersdorf, der zahlreiche Wanderwege durch abwechslungsreiche Wald-, Seen- und Hügellandschaft bietet, sowie der rund zehn Kilometer entfernt gelegene Höhenzug Elm.

### Sport
Ein Sportplatz befindet sich außerhalb der Ortslage Reinsdorf an der Straße nach Hohnsleben.

## Wirtschaft und Infrastruktur

### Unternehmen

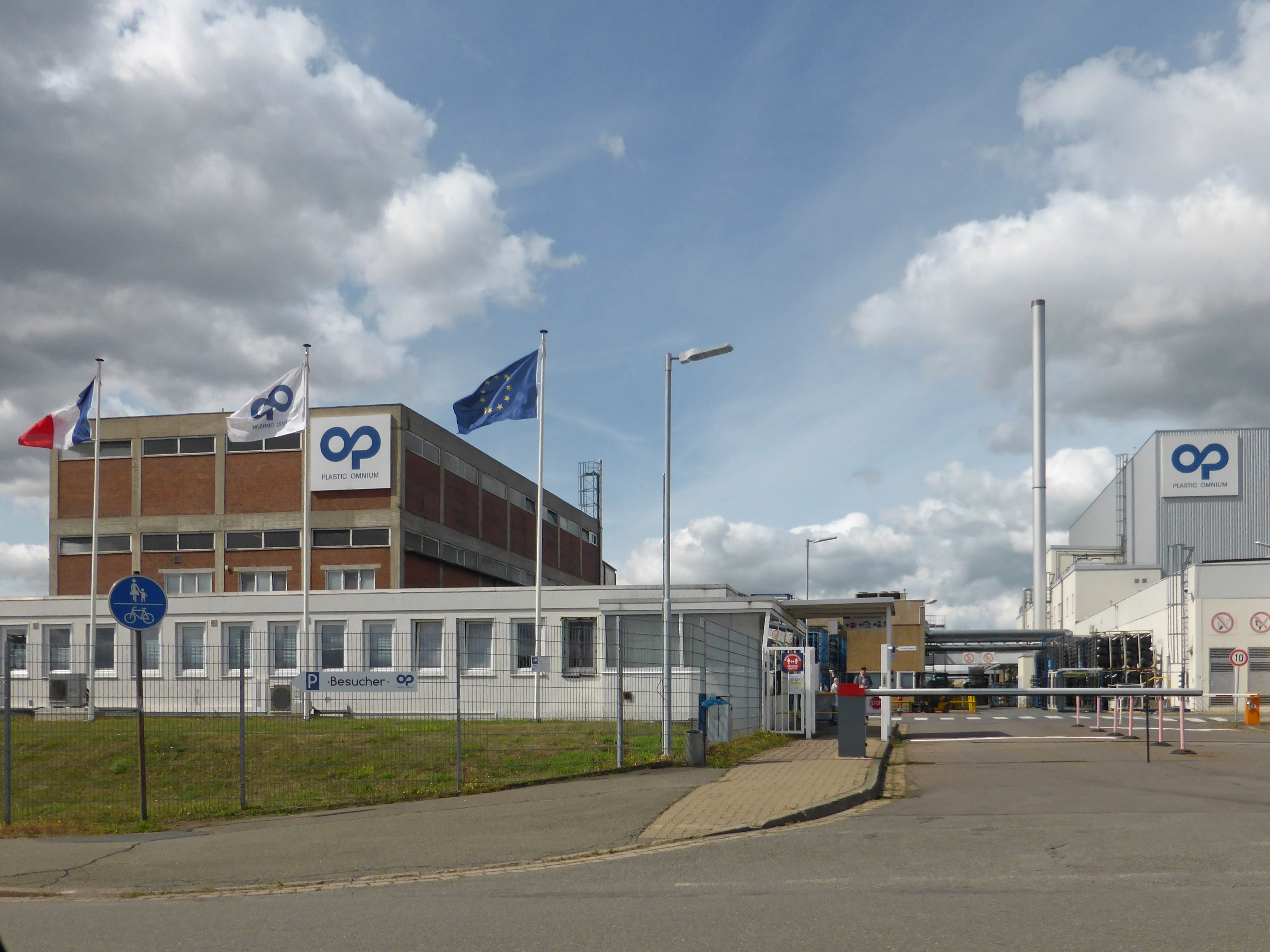
Plastic Omnium-Werk (Teilansicht)

Plastic Omnium, ein französischer Automobilzulieferer für Kunststoffelemente, betreibt am südlichen Ortsrand von Reinsdorf ein Werk. Durch die 1967 erfolgte Schließung des Schwelwerks im benachbarten Offleben fielen rund 800 Arbeitsplätze weg. Als Ersatz übernahmen die Braunschweigischen Kohlen-Bergwerke, die das Schwelwerk betrieben, einen Anteil an der Para-Gummiwerken Arthur Brügger KG, um deren Werk aus Wuppertal-Barmen nach Reinsdorf zu verlegen, was 1967 erfolgte. Von 1968 bis 1971 wurden die Para-Gummiwerke in die Phoenix Gummiwerke Hamburg-Harburg AG eingegliedert, die über mehr Erfahrungen in der Gummifertigung verfügte. Der neue Eigentümer stellte die Produktion von technischen Gummiwaren auf Reifen um. 1972 waren bereits rund 720 Mitarbeiter im Reinsdorfer Werk beschäftigt, was schon fast der Belegschaftsstärke des früheren Schwelwerkes entsprach. Im Laufe der Zeit ging die Reifenproduktion zurück und wurde durch die Herstellung von Kunststoffteilen für die Automobilindustrie ersetzt. 1997 erfolgte die Übernahme der Phoenix Kunststoff GmbH durch die Dynamit Nobel AG. Zu diesem Zeitpunkt war die Belegschaft im Reinsdorfer Werk auf nur noch etwa 400 Mitarbeiter abgesunken. Am 1. Januar 2006 wurde die Dynamit Nobel Kunststoff GmbH mit Sitz in Weißenburg in Bayern von der Plastal-Gruppe aus Kungälv (Schweden) erworben, zu dieser Zeit waren noch rund 340 Mitarbeiter im Werk Reinsdorf beschäftigt. Im Zuge der Weltfinanzkrise musste das schwedische Mutterunternehmen 2009 Insolvenz anmelden und wurde 2010 von Faurecia aus Frankreich übernommen. Das Reinsdorfer Werk wurde nun von der Faurecia Exteriors GmbH geführt. 2015 verkaufte Faurecia seinen Geschäftsbereich Exteriors an Plastic Omnium.

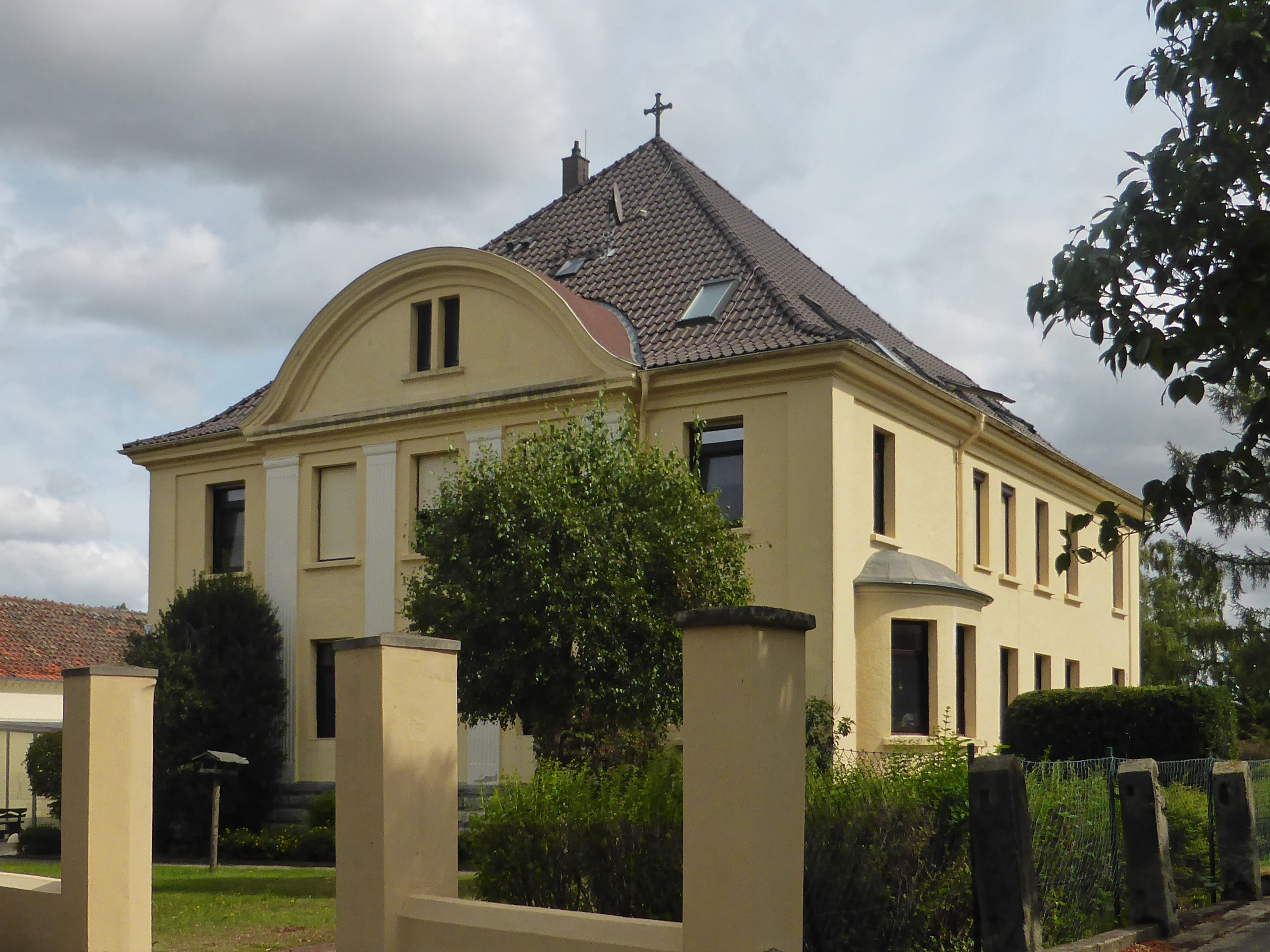
Villa des Lebenszentrums

Das Lebenszentrum Reinsdorf betreibt ein Wohnheim für Menschen mit seelischen Behinderungen. 1973 wurde die Einrichtung von der evangelischen Schwesternkommunität Steh auf! aus Berlin gegründet. Zunächst sollten drogenabhängige Menschen von ihrer Sucht geheilt werden, später verlagerte sich der Tätigkeitsbereich des Lebenszentrums auf psychisch erkranke jungen Menschen. 1988 wurde das gegenüberliegende ehemalige Gasthaus übernommen und dadurch die Einrichtung erweitert.
Die Bäckerei, der auch ein EDEKA-Gemischtwarengeschäft angeschlossen war, wurde geschlossen. Ebenso die einzige Gastronomiebetrieb, die Gaststätte Zum Landhaus. Einkaufsmöglichkeiten des täglichen Bedarfs sowie Gastronomie sind heute in Reinsdorf nicht mehr vorhanden.

### Öffentliche Einrichtungen

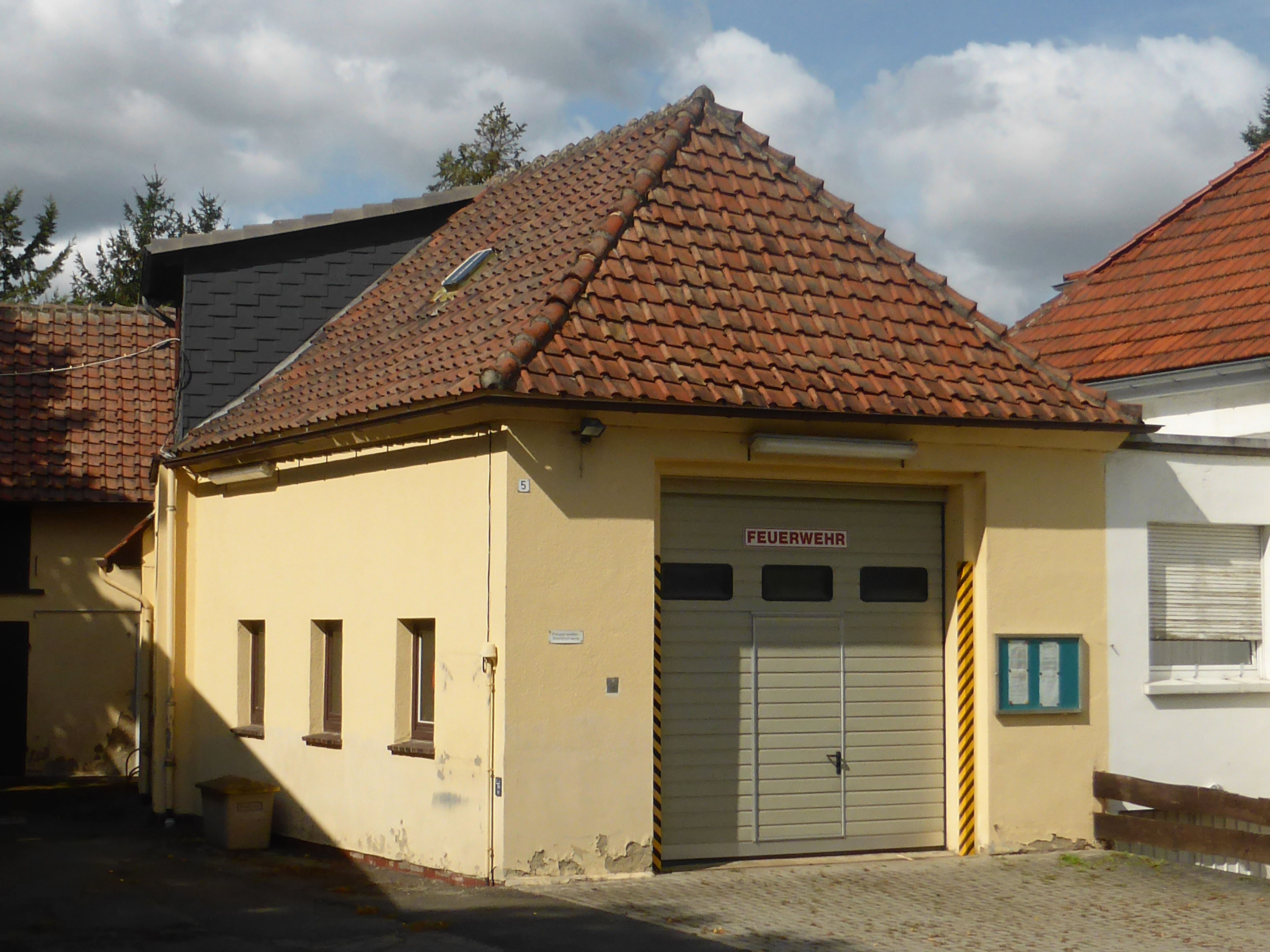
Feuerwehrhaus

Neben der ehemaligen Schule befinden sich ein Gemeinschaftshaus und eine 1976 eröffnete Schießsportanlage, die der 1959 gegründete Schützenverein Reinsdorf-Hohnsleben e. V. nutzt. Auch ein Postbriefkasten und ein Basistelefon steht in Reinsdorf zur Verfügung.
Die 1929 gegründete Freiwillige Feuerwehr, die zusammen mit Hohnsleben besteht, verfügt in Reinsdorf über ein kleines Feuerwehrhaus. Sein Schlauchturm wurde 1986 wegen Baufälligkeit abgetragen. Seit August 2020 baut die Stadt Helmstedt nach Plänen des Architekten Ulrich Drößler aus Helmstedt an der Straße nach Offleben ein neues Feuerwehrhaus, dass die Feuerwehren von Offleben und Reinsdorf-Hohnsleben gemeinsam nutzen sollen. Die Fertigstellung ist für Herbst 2021 geplant.
Die Poststelle II, die dem Hauptpostamt Helmstedt untergeordnet war, wurden geschlossen. Nach der Eingemeindung von Reinsdorf nach Büddenstedt bekam die Poststelle Reinsdorf die Bezeichnung Büddenstedt 2.

### Bildung

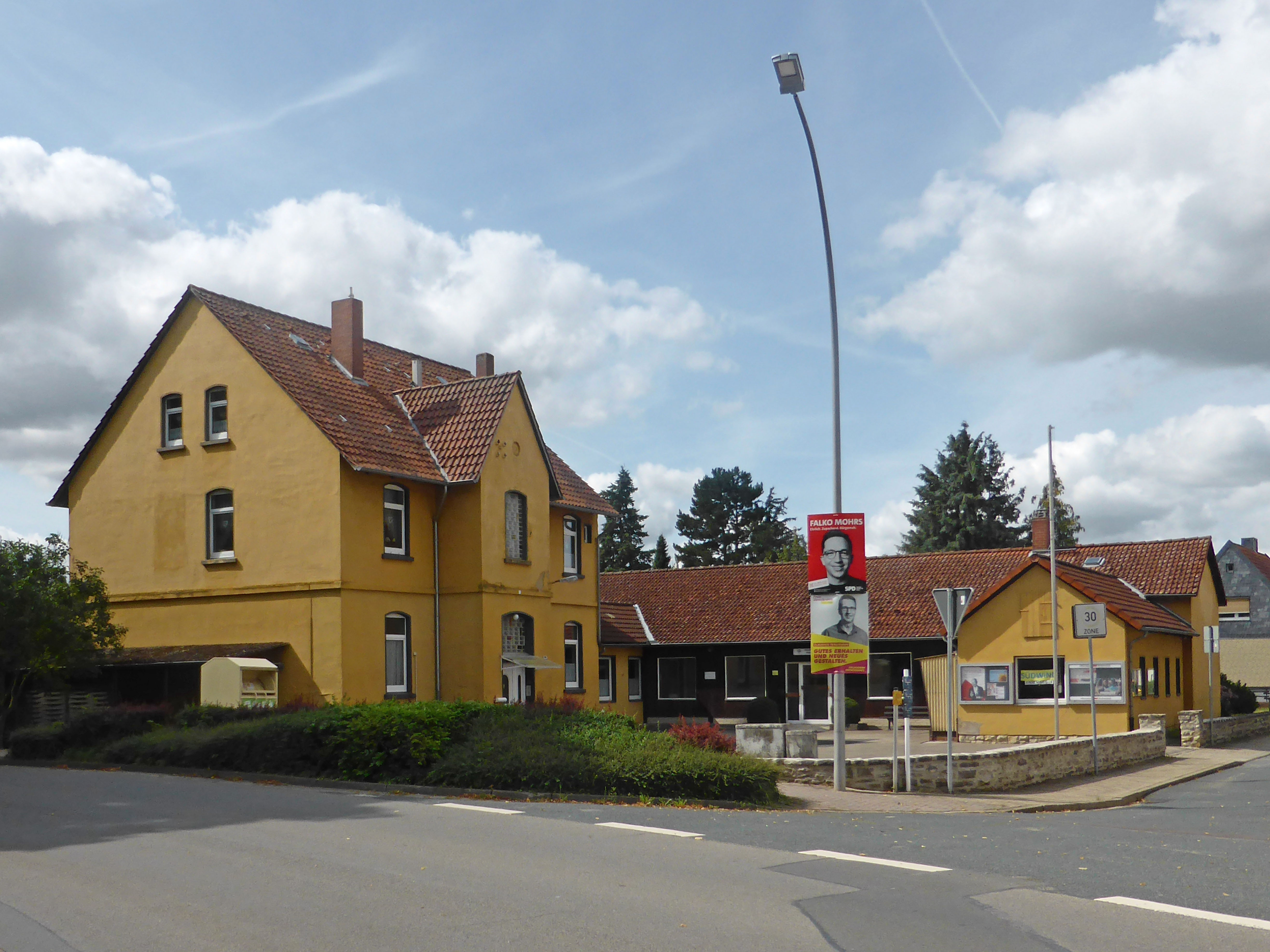
Ehemalige Schule

Die 1904 erbaute einklassige Schule befand sich an der Ecke Finkenweg/Alte Dorfstraße. Im Jahre 1974, zum Zeitpunkt der Eingemeindeung von Reinsdorf nach Büddenstedt, bestand die Schule schon nicht mehr.
1949 wurde im Schulgebäude eine Volksbücherei gegründet, sie wurde stets ehrenamtlich geführt und bestand bis Ende 2011. Zuletzt bot die Bücherei rund 1700 Bücher und hatte 15 Leser.

### Verkehr
Die Kreisstraße 21 führt von Reinsdorf im Osten nach Hohnsleben und im Süden nach Offleben, die Kreisstraße 22 führt im Westen zu einem Kreisverkehr, über den Büddenstedt und Schöningen erreichbar sind. Linienbusse fahren von Montag bis Freitag von Reinsdorf bis nach Schöningen.

## Persönlichkeiten

### Personen, die in Reinsdorf gewirkt haben
- Dietrich Kuessner (1934–2024), von 1963 bis 1999 Pfarrer der evangelisch-lutherischen Kirchengemeinde Reinsdorf-Hohnsleben